# Bauzentrum Rüppel
Die Bauzentrum Rüppel GmbH ist ein inhabergeführtes Familienunternehmen im Baustoffhandel mit Sitz in Gelnhausen. Im Unternehmen sind rund 260 Mitarbeiter beschäftigt.

## Geschichte

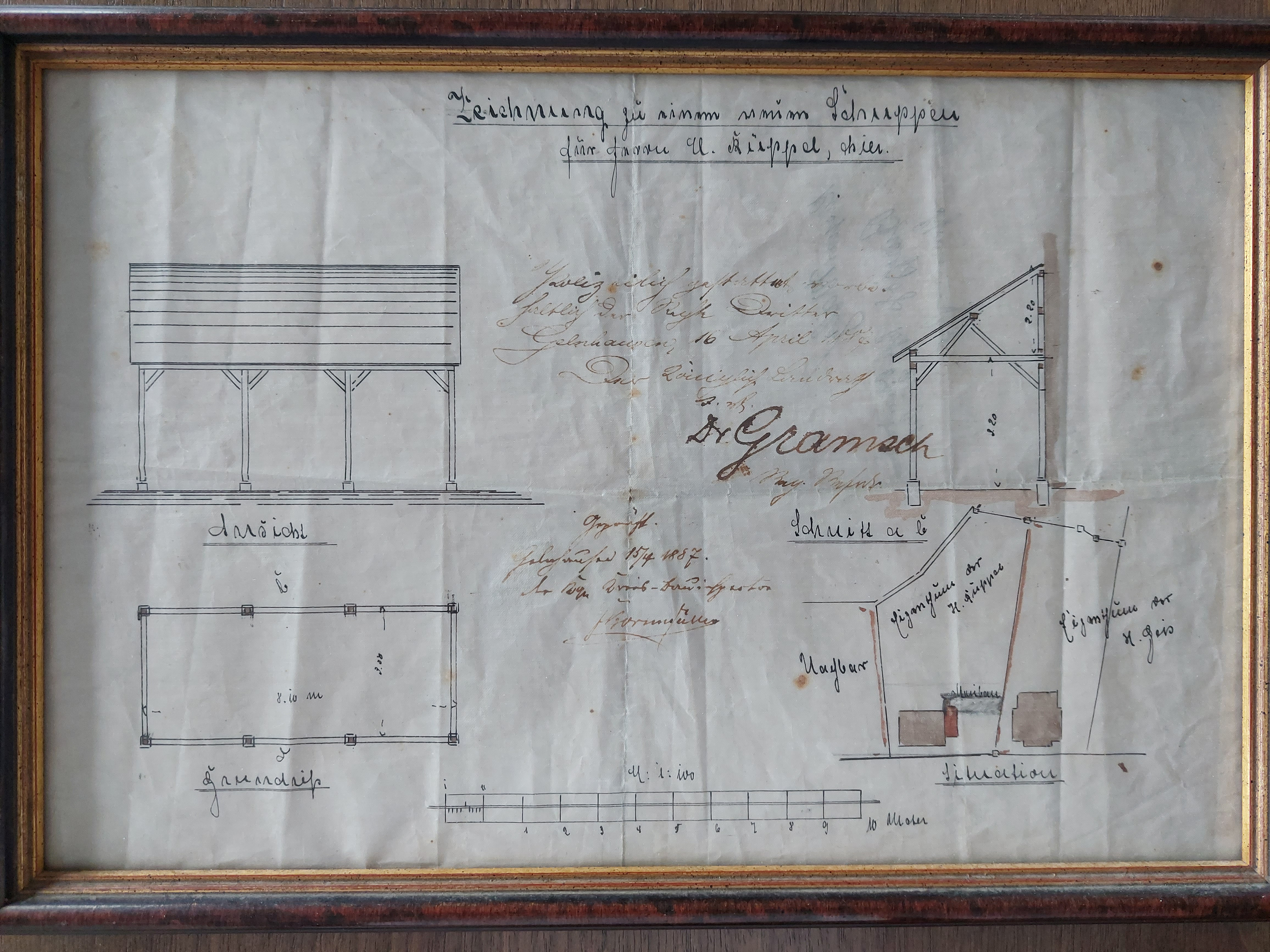
Urkunde der Genehmigung des Baus eines „Schuppens“ von 1887

Um 1875 wurde in Gelnhausen die „Kohlen- und Dielenhandlung Rüppel“ von Heinrich Rüppel gegründet. Die Firma hatte ihren Sitz in der Barbarossastraße und handelte mit Kohlen und Holz, die als Brennstoffe aufbereitet und verkauft wurden. Das älteste erhaltene Dokument ist das Original der Genehmigung des Baus eines „Schuppens“ von 1887.
In zweiter Generation führte Heinrich Rüppel jr. die Firma. Am 15. Mai 1940 erfolgte eine Neueintragung ins Handelsregister des Amtsgerichts Gelnhausen als „Firma Heinrich Rüppel, Gelnhausen“, die in der Zentralhandelsregisterbeilage der Tageszeitung „Kinzig Markt“ vom 23. Mai 1940 belegt wird. Zwar blieb das Unternehmen während des Zweiten Weltkriegs von gravierenden Zerstörungen verschont. Jedoch wurde das einzige Zugpferd der Firma vom NS-Staat requiriert.
Nach dem Tod von Heinrich Rüppel jr. übernahm dessen Sohn Karl-Heinz Rüppel 1948 den Betrieb. Im Zuge des Wiederaufbaus nach dem Ende des Zweiten Weltkriegs erweiterte das Unternehmen sein Gewerbe um Baustoffe, die bald zum Geschäftsschwerpunkt wurden. Das Unternehmen wuchs kontinuierlich und zählte Anfang der 1950er-Jahre 20 Mitarbeiter. In den 1950er-Jahren entstand ein eigenes Transportbetonwerk im damals neu erschlossenen Gewerbegebiet Galgenfeld in Gelnhausen. Der Transportbeton wurde zum Hauptumsatztreiber des weiter wachsenden Unternehmens, das zuerst weitere Parzellen im Galgenfeld kaufte (Nr. 7a, 15 bis 21) und schließlich 1968 seinen Firmensitz ins Galgenfeld verlegte. 1973 entstand der Neubau am heutigen Standort im Galgenfeld 17 bis 21.

Am 1. März 1978 übernahm Thomas Rüppel, Sohn Karl-Heinz Rüppels, das Unternehmen, das zu diesem Zeitpunkt mit 32 Angestellten rund 5 Mio. D-Mark pro Jahr umsetzte. 1979 erfolgte der Gesellschafterbeitritt zur Eurobaustoff Handelsgesellschaft mbH & Co. KG (ehemals IBS). Seit 1991 ist das Unternehmen Franchise-Partner von Obi. In den folgenden Jahrzehnten expandierte das Unternehmen weiter, eröffnete Niederlassungen in Florstadt (2014), Ingelheim am Rhein (2019), Hanau (2022) und Dietzenbach (2024) und gründete Tochtergesellschaften in Bad Langensalza (1990), Offenbach (2010) und Neu-Ansprach (2015). Bauzentrum Rüppel ist Mitbegründer des Logistikpartnernetzwerks NA-LOG GmbH (2007), das deutschlandweite Baustofflieferungen vereinfacht.

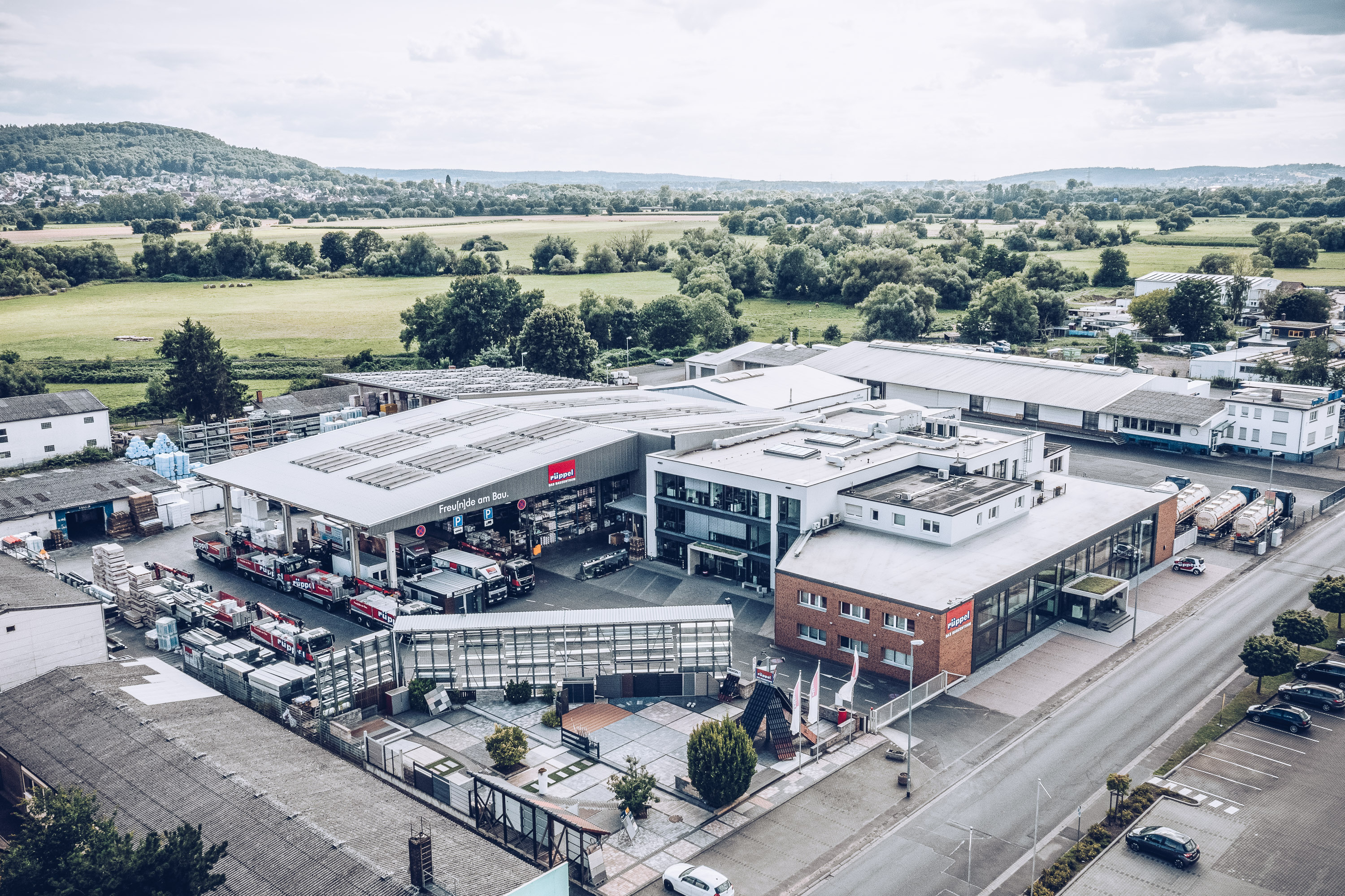
Bauzentrum Rüppel Gelnhausen 2021

2019 erfolgte die Erweiterung und vollständige Sanierung des Hauptsitzes Gelnhausen. Geschäftsführer sind Christian Rüppel (Sohn von Thomas Rüppel, seit 10. August 2005) und Sebastian Link (seit 3. Februar 2016).
Seit 2024 agiert die Rüppel-Gruppe in Thüringen mit ihrer Tochtergesellschaft und Standorten in Erfurt, Bad Langensalza und Am Ettersberg unter der Firmierung Bauzentrum Rüppel Thüringen GmbH. Ebenfalls seit 2024 führt das Unternehmen den Baubedarfsartikelhändler M. Juls Scharpegge in Amorbach fort und erweitert somit sein Produktsortiment um hochwertige Bautenschutzmittel.
Seit April 2025 gehört die neu gegründete Stahlhandel Bindernagel GmbH zur Unternehmensgruppe des Bauzentrum Rüppel. Im Rahmen dieser Integration übernahm sie den Geschäftsbetrieb der Eisen-Bindernagel GmbH & Co. KG in Gelnhausen. Der traditionsreiche Stahlhändler, der seit 1849 besteht, wird nun unter neuer Firmierung, jedoch mit der bisherigen Belegschaft fortgeführt.

## Struktur
Das Bauzentrum Rüppel beschäftigte 2022 rund 260 Mitarbeiter, die Ausbildungsquote lag bei 7 %. Die wichtigsten Ausbildungsberufe sind Kaufmann im Groß- und Außenhandel, Kaufmann für Büromanagement, Kaufmann im E-Commerce, Fachkraft für Lagerlogistik und Berufskraftfahrer. Es ist ein Baustoff-Vollsortimenter mit insgesamt 65.000 Quadratmeter Lagerfläche, ca. 35.000 Lagerartikeln und beliefert sowohl große Bauunternehmen und Bauträger als auch private Personen deutschlandweit.
Neben dem Hauptsitz in Gelnhausen werden fünf weitere Standorte in Florstadt, Ingelheim a.R., Hanau und Dietzenbach, sowie ein Ausstellungsraum in Frankfurt am Main betrieben. Zum Firmenverbund zählen außerdem diverse Tochterfirmen und Beteiligungen mit Standorten in Hessen und Thüringen. Der Belieferungsschwerpunkt liegt auf dem Rhein-Main-Gebiet. Über die Beteiligung am Logistikpartnernetzwerk NA-LOG sind deutschlandweite Lieferungen möglich.